# Atassut
Atássut (på svenska "Känsla av gemenskap") är ett liberalt parti i Grönland, bildat 29 April 1978.  
Atássut är partner med det danska partiet Venstre. Partiet verkar för att bevara banden med Danmark, och motsätter sig självständighetssträvanden. Partiets nuvarande ledare är Aqqalu Jerimiassen.
Vid landstingsvalet 2014 fick partiet 6,5 % av rösterna (1919 röster) och därmed två mandat. Partiet hade två medlemmar i  Grönlands regering från 2014 till 2016 tillsammans med partierna Siumut (elva medlemmar) och Demokraatit (fyra medlemmar).
Efter landstingsvalet 2021 stödde  Atassut regeringskoalitionen mellan Inuit Ataqatigiit och Naleraq.
Ved landstingsvalet den 11 mars 2025 fick Atassut 7,3 procent av rösterna och två mandat.

## Partiledare
Listan är inte komplett.
- 1979–1984 • Lars Chemnitz
- 1985–1989 • Otto Steenholdt
- 1989–1993 • Konrad Steenholdt
- 1993–2002 • Daniel Skifte
- 2002–2005 • Augusta Salling
- 2005–2009 • Finn Karlsen
- 2009–2014 • Gerhardt Petersen
- 2014–2017 • Knud Kristiansen
- 2017–2019 • Siverth K. Heilmann
- 2019–      • Aqqalu Jerimiassen[1]

## Landstingsmedlemmar 2014-2018
- Knud Kristiansen[5]
- Mala Høy Kiko